# Berzerk (сингл)
«Berzerk» — дебютний сингл американського репера Eminem з його восьмого студійного альбому The Marshall Mathers LP 2. У пісні простежується вплив Beastie Boys, як семпл використано «The Stroke» Біллі Скваєра й пісню у виконанні Beastie Boys (вигук «Kick it») з платівки Licensed to Ill, спродюсованої Рубіном.

## Реліз
25 серпня у рекламі навушників Beats by Dre на MTV Video Music Awards оприлюднили назву й дату випуску майбутньої платівки та 2 уривки «Berzerk», що вийшов 27 серпня. Прем'єра треку відбулась 26 серпня 2013 на його власній радіостанції Shade 45. Композиція потрапила до сезону Saturday Night Football 2013, дебютувавши 7 вересня під час гри між Michigan Wolverines і Notre Dame Fighting Irish. За кілька годин до цього вийшло офіційне лірик-відео.

## Відеокліп
7 вересня у перерві між таймами матчу між Michigan Wolverines і Notre Dame Fighting Irish показали уривки кліпу з камео Slaughterhouse, Ріка Рубіна, Mr. Porter, Yelawolf, The Alchemist, Пола Розенберга, Кендріка Ламара та Кіда Рока. Останніх двох згадано в тексті композиції. Прем'єра відбулась на VEVO в анонсовану дату, 9 вересня. Відео зняли у Брукліні, Нью-Йорк. Режисер: Syndrome. Відео містить кадри непрофесійного реслінгу й кліпу Біллі Скваєра «The Stroke» (пісню використано як семпл).

## Комерційний успіх
За перший тиждень у США окремок завантажили 362 тис. разів, трохи менше за «Not Afraid», перший сингл з Recovery (379 тис.). Пісня стала 15-им синглом топ-10 Billboard Hot 100 в кар'єрі Емінема. У Канаді окремок дебютував з 50 тис. завантажень, що у 2 рази більше в порівнянні з «Not Afraid» (24 тис.) і був найкращим результатом репера у країні поки його не перевершив «The Monster» до 54 тис. 26 вересня «Berzerk» сертифікували платиновим у Канаді.

## Відгуки
Більшість оглядачів позитивно оцінили окремок. На думку Каріни Лопез з «USA Today»: «Новий сингл Емінема — це наполовину рок, наполовину реп, справжній хіп-хоп старої школи». Александер Ґлекмен з «Complex»: «Звучить як агресивна пісня Beastie Boys».

## Нагороди й номінації
| Рік  | Церемонія                    | Нагорода                                        | Результат |
| ---- | ---------------------------- | ----------------------------------------------- | --------- |
| 2014 | Ґреммі (56-та)               | «Найкраще реп-виконання»                        | Номінація |
| 2014 | MTV Video Music Awards Japan | «Найкраще хіп-хоп відео»                        | Номінація |
| 2014 | Detroit Music Awards         | «Видатне відео/Високобюджетне (понад $10 тис.)» | Перемога  |
| 2014 | World Music Awards           | «Пісня року»                                    | Номінація |
| 2014 | MTV Video Music Awards       | «Найкраще хіп-хоп відео»                        | Номінація |

## Список пісень
| Цифрове завантаження | Цифрове завантаження | Цифрове завантаження |
| #                    | Назва                | Тривалість           |
| -------------------- | -------------------- | -------------------- |
| 1.                   | «Berzerk»            | 3:58                 |

## Чартові позиції

### Тижневі
| Чарт (2013)                               | Найвища позиція |
| ----------------------------------------- | --------------- |
| Австралія (ARIA)                          | 5               |
| Австрія (Ö3 Austria Top 75)               | 22              |
| Бельгія (Ultratip Flanders)               | 44              |
| Бельгія (Ultratip Wallonia)               | 42              |
| Велика Британія (UK R&B Chart)            | 1               |
| Велика Британія (Official Charts Company) | 2               |
| Греція (Billboard)                        | 7               |
| Данія (Tracklisten)                       | 15              |
| Канада (Canadian Hot 100)                 | 2               |
| Ірландія (IRMA)                           | 16              |
| Іспанія (PROMUSICAE)                      | 46              |
| Італія (FIMI)                             | 25              |
| Нідерланди (Mega Single Top 100)          | 52              |
| Німеччина (Media Control AG)              | 10              |
| Нова Зеландія (RIANZ)                     | 12              |
| Південна Корея (GAON)                     | 1               |
| США (Billboard Hot 100)                   | 3               |
| США (Hot R&B/Hip-Hop Songs) (Billboard)   | 2               |
| США (Rap Songs) (Billboard)               | 1               |
| Угорщина (Single Top 40)                  | 17              |
| Франція (SNEP)                            | 15              |
| Чехія (IFPI)                              | 49              |
| Швейцарія (Media Control AG)              | 9               |
| Швеція (Sverigetopplistan)                | 56              |
| Шотландія (Official Charts Company)       | 3               |
| Японія (Japan Hot 100)                    | 76              |

### Річні
| Чарт (2013)                          | Позиція |
| ------------------------------------ | ------- |
| Австралія (ARIA)                     | 82      |
| Канада (Canadian Hot 100)            | 60      |
| Німеччина (Media Control AG)         | 78      |
| US Billboard Hot 100                 | 67      |
| US Hot R&B/Hip-Hop Songs (Billboard) | 18      |
| US Rap Songs (Billboard)             | 14      |

## Сертифікації
| Країна    | Сертифікації | Наклад  |
| --------- | ------------ | ------- |
| Австралія | Платиновий   | 70 тис. |
| Канада    | Платиновий   | 80 тис. |
| США       | Платиновий   | 1 млн   |

## Історія виходу
| Країна            | Дата              | Формат                | Лейбл                        |
| Комерційні релізи | Комерційні релізи | Комерційні релізи     | Комерційні релізи            |
| ----------------- | ----------------- | --------------------- | ---------------------------- |
| США               | 27 серпня 2013    | Завантаження музики   | Shady, Aftermath, Interscope |
| Німеччина         | 27 серпня 2013    | Завантаження музики   | Shady, Aftermath, Interscope |
| Австралія         | 28 серпня 2013    | Завантаження музики   | Shady, Aftermath, Interscope |
| Велика Британія   | 6 жовтня 2013     | Завантаження музики   | Shady, Aftermath, Interscope |
| Промо-релізи      |                   |                       |                              |
| Італія            | 27 серпня 2013    | Сучасне хітове радіо  | Universal Music              |
| США               | 3 вересня 2013    | Сучасне хітове радіо  | Shady, Aftermath, Interscope |
| США               | 27 серпня 2013    | Мейнстрим-урбан радіо | Shady, Aftermath, Interscope |